# Петтнау
Петтнау (нем. Pettnau) — коммуна в Австрии, в федеральной земле Тироль.
Входит в состав округа Инсбрук.  Площадь коммуны составляет 10,78 км², население — 1064 человека (1 января 2021), плотность населения — 99 чел./км². Официальный код  —  70339.

## Население
| Год  | Численность |
| ---- | ----------- |
| 1869 | 313         |
| 1889 | 280         |
| 1890 | 260         |
| 1900 | 261         |
| 1910 | 279         |
| 1923 | 264         |
| 1934 | 347         |
| 1939 | 334         |
| 1951 | 367         |
| 1961 | 386         |
| 1971 | 626         |
| 1981 | 761         |
| 1991 | 808         |
| 2001 | 977         |
| 2011 | 902         |
| 2021 | 1064        |

## Политическая ситуация
Бургомистр коммуны — Мартин Шванингер по результатам выборов 2016 года.
Совет представителей коммуны (нем. Gemeinderat) состоит из 11 мест.
- Общий блок Петтнау - ОБП (нем. Allgemeine Liste Pettnau - ALP) занимает 5 мест.
- Блок Петтнау Франц Хайдер (нем. Liste Pettnau Franz Haider) занимает 5 мест.
- Продвинем Петтнау вместе (нем. Gemeinsam Pettnau bewegen) занимает одно место.

После выборов 2016 года, совет представителей коммуны выбирал Франца Хайдера вторым бургомистром.

## География

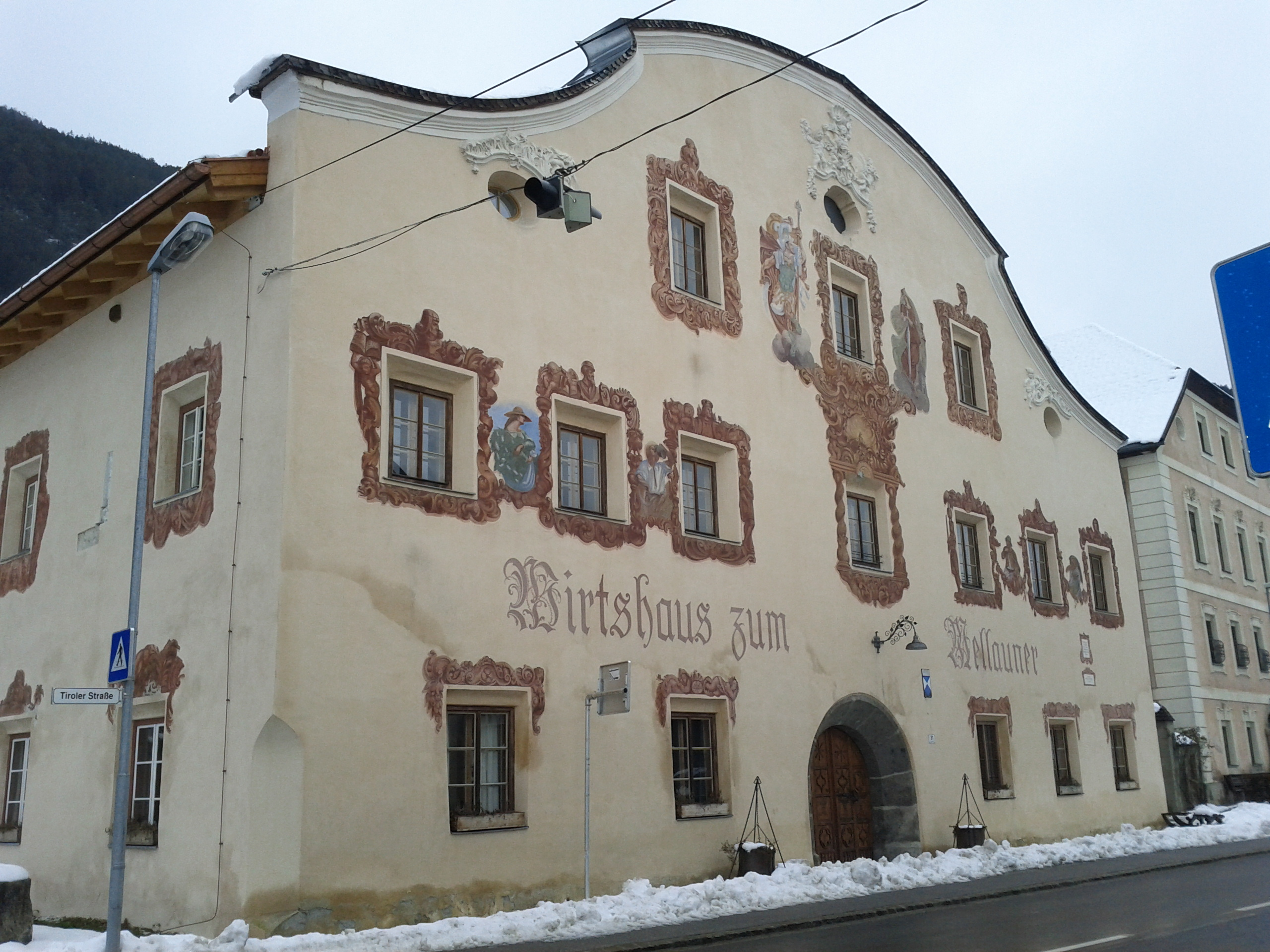
Гостиница Мэллаунерхоф

Петтнау находится в долине Иннталь на берегу реки Инн. Коммуна разделённой на 7 частей:
- Диршенбах (нем. Dirschenbach)
- Лайбльфинг (нем. Leiblfing)
- Тифенталь (нем. Tiefental)
- Нижний Петтнау (нем. Unterpettnau)
- Средний Петтнау (нем. Mitterpettnau)
- Келлерталь (нем. Kellertal)
- Верхний Петтнау (нем. Oberpettnau)

## Культура

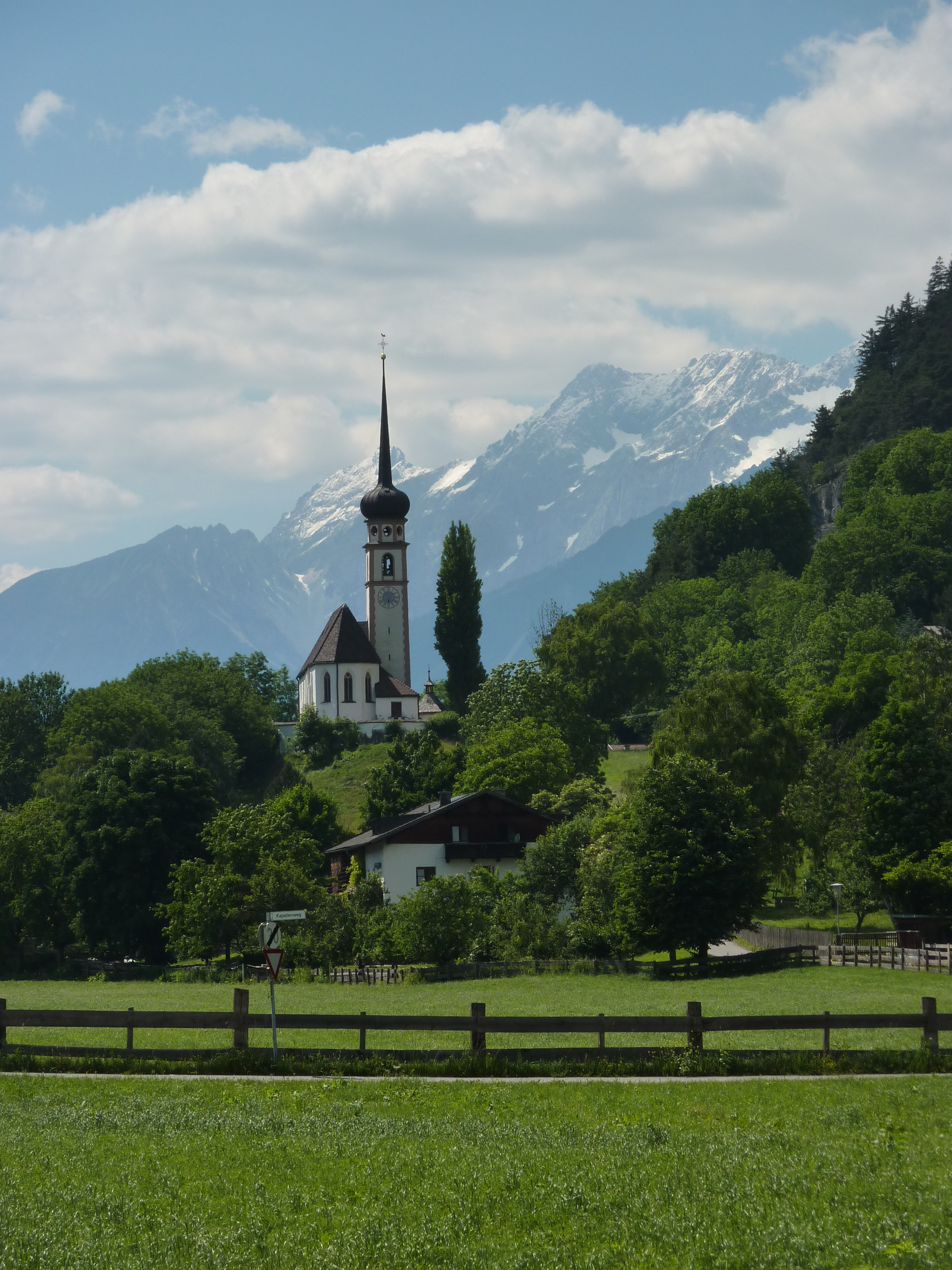
Церков Георгия Победоносеца

- Гостиница Мэллаунерхоф (нем. Mellaunerhof): Является одной из самых старых гостиниц в Тироле. Здание построили в 1291 году.
- Католическая церковь Георгия Победоносеца: Единственная в мире церковь, сочетающая в своей архитектуре комбинацию луковичного кубола и башню со шпилем.

## Герб
На гербе изображен лик Святого Христофа, который символизирует защиту бывшего перевозного судоходства на реке Инн.